# Charles Van der Stappen

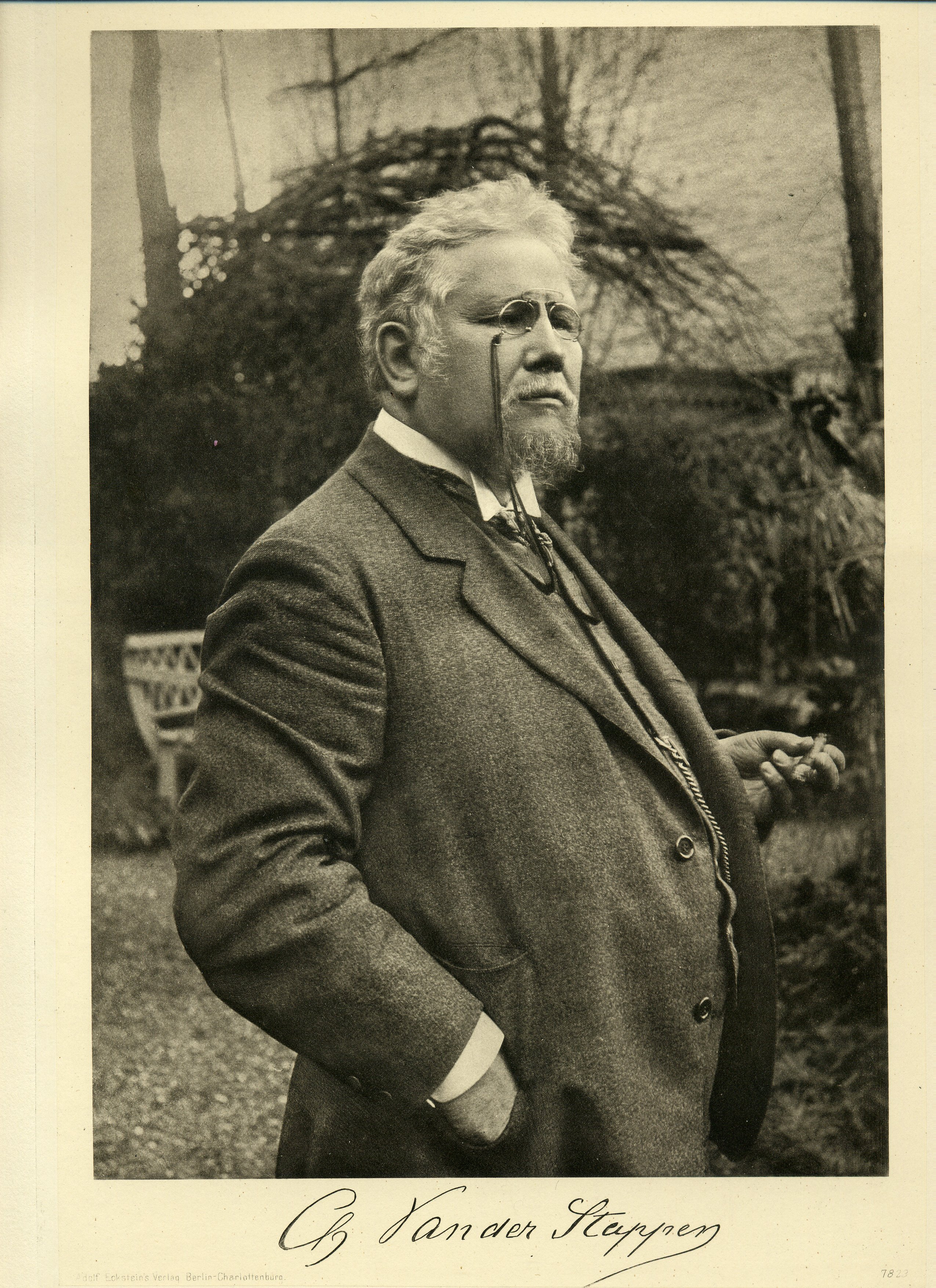
Charles Van der Stappen.

Pierre-Charles Van der Stappen, född den 19 december 1843 i trakten av Bryssel, död den 21 oktober 1910, var en belgisk skulptör.
Van der Stappen studerade från 1860 vid Kungliga Konstakademien i Bryssel och därefter i Paris, där han framför allt tog intryck av Chapu och Mercié. Han gjorde sig först känd genom Faun gör sin toalett (1869). Bland hans följande arbeten märks Mannen med svärdet (1876, museet i Bryssel) samt åtskillig dekorativ skulptur för byggnader där. I slutet av 1870-talet begav han sig till Italien, där han i främsta rummet studerade Donatello och Michelangelo. Statyn David (Antwerpens museum) är ett representativt verk från dessa år. Efter sin hemkomst blev han 1883 professor vid Kungliga Konstakademien i Bryssel och 1898 dess direktör. Han intog en ledande ställning i sitt lands konstvärld och var en tid framåt jämte Meunier dess mest betydande skulptör. Hans verksamhet omfattade de mest olika områden, från monumental skulptur till småskulptur, bordsuppsatser och konstindustriella prydnadsföremål av olika slag, arbeten i silver, andra ädla metaller och elfenben.

## Verk i urval
- Vilhelm av Oranien (staty i Bryssel)
- Tiden vägleder ungdomen (grupp i botaniska trädgården i Bryssel)
- Chimærafontänen i Bryssel
- Arbetet
- Den oändliga godheten,
- Konstundervisning (på konstpalatsets fasad)
- Sankt Mikael besegrar draken (rådhusets trapphus)
- Städernas uppbyggare (grupp av två utmärglade och uttröttade arbetare)
- Den drunknade (högrelief)
- Kvinna som samlar bränsle (i Mesdags museum i Haag)
- många andra arbetartyper
- Brottarna (grupp), museet i Bryssel
- Sfinx (i elfenben, guld och silver, museet i Bryssel)
- Pax vobiscum (Kristushuvud),
- Johannes döparen (Antwerpens museum)
- statyetter (spirituellt uppfattade, elegant genomförda)
- kärnfulla porträttbyster av kraftig karakteristik.

Van der Stappen är representerad utanför Belgien i Berlins nationalgalleri och Venedigs moderna galleri.